# Ниписинг (племе)
Ниписинг (на английски: Nipissing) е северноамериканско индианско племе, което първоначално живее в района на езерото Ниписинг, източно от Джорджиян Бей и между рекете Отава и Френч Ривър в северната част на Онтарио. Малко племе (вероятно около 1000 през 1615 г.), ниписинг често са считани или за източно подразделение на отава, или за южна група на оджибве, или за северна група на алгонкин. До 1756 г. остават само около 200 от тях. След това племето бавно се възстановява и в началото на 2016 г. Ниписинг Първа нация в Норд Бей – Онтарио има 2668 регистрирани членове.

## Обща характеристика
Живеейки твърде далеч на север за надеждно селско стопанство, ниписинг са предимно ловци-събирачи като повечето племена в региона. Първоначално ниписинг живее в района източно от Джорджиян Бей между реките Отава и Френч Ривър, на пътя свързващ езерото Хюрън със Сейнт Лорънс. Благоприятното им местоположение им отрежда важна роля в междуплеменната търговия, а по-късно и в търговията с кожи. Ниписинг заема един от най-богатите на животни с ценна кожа райони в Канада и контролират главните търговски пътища на север и на запад. Това означава, че повечето кожи идващи по тези пътища трябва да минат през тях, за да стигнат до французите. След 1632 г. племето се сдобива и с първите огнестрелни оръжия и въпреки малкия си брой те стават доста по-силни от някои от по – големите племена в региона. Най-интересното нещо за ниписинг е репутацията, с която се ползват техните шамани сред другите племена като хора притежаващи голяма духовна сила. Затова, когато идват французите през 1615 г. те ги наричат „Народа на магьосниците“. На хуроните са известни като „аскикуанеронон“, а на ирокезите като „скекуаненронон“. Говорят алгонкински език, тясно свързан с езиците на оджибве, отава и алгонкин.

## История
Голямото търсене на кожи от французите, принуждава племената да ловуват масово и скоро в земите на северните народи животните с ценна кожа почти изчезват. Това принуждава ниписинг и някои други да потърсят нови ловни територии. През 1630те и 1640те между различни племена се образуват съюзи, с цел завоюването на нови ловни територии. Ниписинг в съюз с отава и тиононтатите често започват да навлизат в земите на алгонкинските народи в Долен Мичиган, за да воюват с тях. Скоро след това, мирния регион се превръща в истинско бойно поле. Тези атаки слагат началото на тъй наречените Боброви войни (1629 – 1701). Племената от Долен Мичиган са принудени да отстъпят на запад пред по-добрите оръжия на враговете им. От 1640 г. обаче във военните действия се включват ирокезите, които са превъзходно въоръжени от холандците, дори по – добре и от самите французи. Отслабени от войните и от няколко епидемии, които преминават през региона, северните племена не могат да се противопоставят на мощните ирокези. Мохоките първо атакуват алгонкин и монтанаите в горната част на Сейнт Лорънс. За кратко време монтанаите са изгонени на изток към Квебек, а алгонкините изоставят долната част на река Отава. През 1649 г. ирокезите последователно се справят с хуроните и тиононтатите и след това се обръщат към неутрал, алгонкин и ниписинг. След три години на война и смърт, през 1653 г., оцелелите ниписинг са принудени да бягат на запад при оджибве и отава в Солт Сейнт Мери. Ирокезите обаче ги нападат и там. След две ирокезки атаки през 1653 г. и 1655 г., отава изоставят Солт Сейнт Мери и се местят на юг до Грийн Бей. До 1661 г. ниписинг също се изместват на запад до Горното езеро. През 1662 г. голяма войска ниписинг, оджибве и отава унищожават армия от мохоки и онайда, западно от Солт Сейнт Мери. От 1664 г. французите предприемат серия от нападения в родината на ирокезите и до 1667 г. принуждават Лигата да иска мир. През годините на мира, ниписинг малко по малко се завръщат в родината си. През 1721 г. французите успяват да убедят 250 ниписинг и 100 алгонкин християни да се заселят заедно с 300 мохоки християни в селото Езерото на двете планини, западно от Монреал. Впоследствие комбинираното село е наречено Ока. Като част от тази общност ниписинг става част от съюза известен като Седем нации на Канада. Този съюз е основен френски съюзник в последвалите Англо – френски войни. След 1763 г. ниписинг и Седемте нации на Канада се обединяват с ирокезите и воюват на страната на британците в Американската революция и във войната от 1812 г. Същевременно резерватът Ока все повече намалява, притиснат отвсякъде от белите селища. Само няколко потомци на ниписинг живеят в Ока в края на 20 век. Останалата част живее около езерото Ниписинг.